# Jenny Greenteeth
Jenny Greenteeth (dt.: Jenny Grünzahn) ist eine Figur aus der englischen Folklore. Sie ist eine Art Flusshexe, ähnlich der Figur der Peg Powler; ihr wird nachgesagt, dass sie Kinder und ältere Menschen ins Wasser zieht und ertränkt. Sie wird oft mit grüner Haut, langem Haar und spitzen Zähnen beschrieben. In Lancashire wird sie Jinny Greenteeth, in Cheshire und Shropshire Ginny Greenteeth, Wicked Jenny oder Peg o’ Nell genannt.
Sie wurde möglicherweise als Kinderschreckfigur erdacht, um diese von gefährlichen Gewässern fernzuhalten, ähnlich wie die Rusálka in slawischen Ländern, das Kappa in der japanischen Mythologie oder der australischen Bunyip. Andere Folkloristen sehen sie als eine Erinnerung an religiöse Opferriten.

## Trivia
- Jenny Greenteeth taucht in der Hellboy-Kurzgeschichte The Corpse auf.
- Sie hat ebenfalls Auftritte in Terry Pratchetts Kleine freie Männer, in Christopher Goldens The Myth Hunters, in Jim Butchers Side Jobs und in Kalayna Prices Grave Visions und Grave War.
- In der Reihe Monster in My Pocket ist sie Figur #108.
- Sie wird erwähnt in Nancy Farmers The Land of the Silver Apples (Elfenfluch) und in Ink Exchange (Gegen die Finsternis) von Melissa Marr.